# محطة قطار مصباح
محطة مصباح هي محطة قطار سابقة في السكة الحديدية الجزائرية تقع في بلدية الخيثر في ولاية البيض.

## التموقع في السكة الحديدية
تقع المحطة على ارتفاع  1 057,800 متر فوق مستوى سطح البحر، عند نقطة الكيلومترية  275،700 (PK) من خط وهران – القنادسة [الفرنسية] حيث تُقدم من محطة "البيض" القديمة وتتبعها محطة تين براهيم القديمة.

## تاريخ
وُضعت المحطة في الخدمة في 1 يونيو 1881 عندما افتتح قسم خالف الله – مصباح من الخط الضيق القديم الذي يبلغ طوله 1055 مليمتر من وهران إلى القنادسة، حيث كانت مسبقة من محطة البيض وتتبعها محطة تين براهيم.

### روابط خارجية
- "SNTF". Société nationale des transports ferroviaires (SNTF). مؤرشف من الأصل في 2025-05-05..